# Péter Nádas
Péter Nádas (ur. 14 października 1942 w Budapeszcie) – węgierski pisarz, eseista, dramaturg i fotograf.
Jest autorem opowiadań i powieści o precyzyjnej konstrukcji i dokładnej psychologicznej analizie; dzieła te nawiązują do wydarzeń z węgierskiej historii najnowszej. Jest przedstawicielem postmodernizmu w węgierskiej literaturze. 
Napisał powieści Koniec pewnej sagi rodzinnej (1977, wyd. pol. 1983), Emlékiratok könyve (Księga wspomnień, 1986, wyd. polskie pt. Pamięć, 2017), Évkönyv (Rocznik, 1989), nowele opublikowane w 1988 w zbiorze A Biblia és más régi történetek (Biblia i inne dawne opowieści), a także scenariusz do filmu Vonulás (Przejście 1995). Pisał również eseje m.in. o treści filozoficznej i teatralnej i dramaty o nowatorskiej formie. Jego utwory zostały przetłumaczone na większość języków europejskich.